# Propeamussiidae
De Propeamussiidae is een familie van tweekleppigen uit de orde Pectinoida.

## Geslachten
- Catillopecten Iredale, 1939
- Cyclopecten A. E. Verrill, 1897
- Parvamussium Sacco, 1897
- Propeamussium de Gregorio, 1884
- Similipecten Winckworth, 1932